# Martin Peter Sørensen
Martin Peter Sørensen (12. maj 1838 i Thisted – 6. januar 1916 i Nyborg) var en dansk officer, sparekassedirektør og politiker.
Han blev født i Thisted, hvor faderen Søren Christian Sørensen var købmand og kæmner, hans mor hed Karen Marie født Smith. Han blev under krigen 1864 officer (sekondløjtnant) og gjorde i nogle år tjeneste i Nyborg indtil 1869, hvor han blev overført til forstærkningen. 1883 afgik han fra krigstjenesten. I 1871 overtog Sørensen C.H. Prams Jærnstøberi og Maskinfabrik. 1881 blev han repræsentant, 1886 direktør og 1888 formand i Sparekassen for Nyborg og Omegn. 1889 solgte han jernstøberiet og i 1892 fik han titel af kaptajn.
Allerede 1872 blev han medlem af byrådet, fra 1882 formand for det tekniske udvalg og i 1895 medkoncessionshaver ved anlæggelsen af Svendborg-Nyborg Banen. Den 19. september 1894 valgtes han til Landstinget for 6. kreds, hvor han repræsenterede Højre, men opstilledes ikke ved valget 19. september 1902. Han hørte til Højres tavseste mænd og indtog på tinge en meget tilbageholden stilling. Indtil 1898 var han en af tingets sekretærer.
Han blev kancelliråd 1888, justitsråd 1900 og Ridder af Dannebrog 1898.